# Памяти еврейских солдат, павших за Отечество при обороне Севастополя
Памяти еврейских солдат, павших за Отечество при обороне Севастополя — мемориал, расположенный в Севастополе, посвящённый памяти еврейских солдат, павших при обороне Севастополя.

## Описание
Согласно историческим исследованиям, в составе российской армии при обороне Севастополя сражалось более 2500 евреев: солдат, матросов и кантонистов. Из них порядка 500 погибло в боях. При этом в войсках коалиции, осаждавших Севастополь, также служили евреи, некоторые из них погребены на Братском кладбище. Высокую оценку командования заслужило и деятельность еврейских врачей. В 1864 на склоне Панайотовой балки был установлен памятник авторства одесского скульптора Франсуа Вернета (1800—1865). На обелиске надписи на русском и иврите: «Памяти еврейских солдат, павших за Отечество при обороне Севастополя во время войны 1854—1855 гг.». На данный момент памятник находится на территории Севастопольского морского завода. Впоследствии памятник пострадал от военных действий, оккупации и вандализма. К 150-летию Крымской войны, осенью 2004, памятник был отреставрирован. Является единственным в Европе памятник евреям, воевавшим в регулярной армии.